# 埃谢伊
埃谢伊（法語：Eycheil，法語發音：[eʃɛj]）是法国阿列日省的一个市镇，属于圣日龙区。

## 地理
埃谢伊（42°58'8"N, 1°9'46"E）面积4.77 平方千米，位于法国奧克西塔尼大區阿列日省，该省份为法国西南部内陆省份，西部和北部与上加龙省接壤，东临奥德省，东南至东比利牛斯省接壤，南与安道尔和西班牙接壤。
与埃谢伊接壤的市镇（或旧市镇、城区）包括：昂库尔蒂耶克、拉库尔、穆利、圣日龙、阿洛。

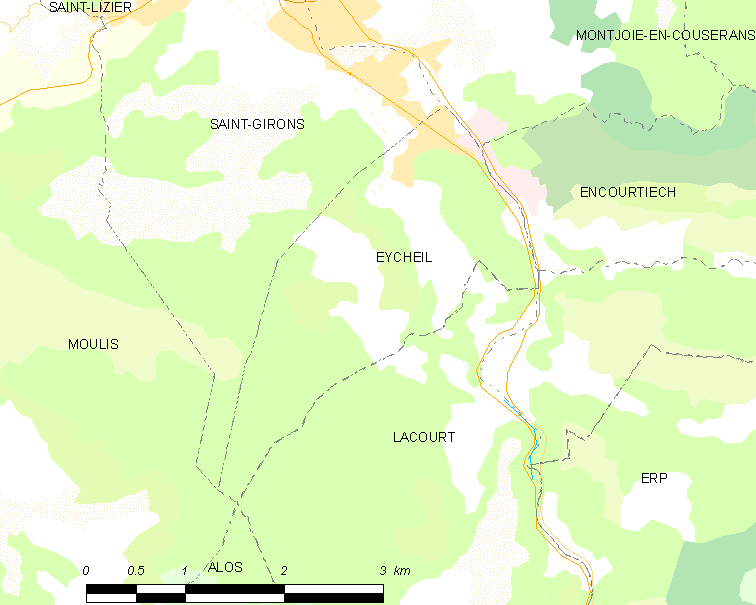
埃谢伊的OSM定位图

埃谢伊的时区为UTC+01:00、UTC+02:00（夏令时）。

## 行政
埃谢伊的邮政编码为09200，INSEE市镇编码为09119。

## 政治
埃谢伊所属的省级选区为库斯朗西县。

## 人口

1962-2008年间埃谢伊人口变化图示

埃谢伊于2022年1月1日时的人口数量为530人。